# Батенко Петро Михайлович

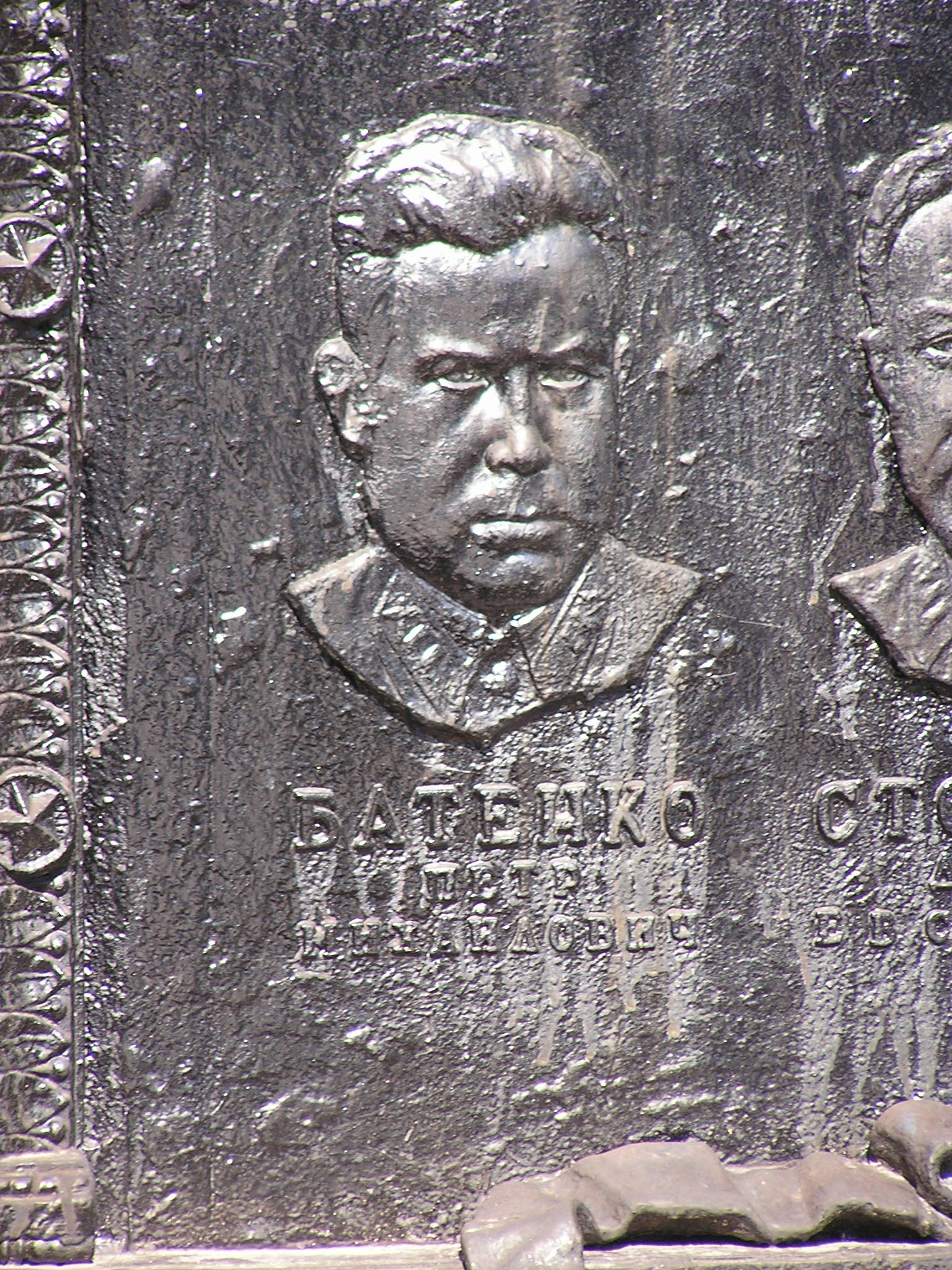
Портрет Батенка на пам'ятнику стратонавтам

Петро Михайлович Батенко — радянський стратонавт, військовий лікар 2-го рангу.
Народився в 1913 році. Випускник Військової медичної академії. Був направлений в дослідно-випробувальний дивізіон, де займався дослідницькою роботою. У складі екіпажу стратостата «ВВА-1» Петро Батенко був магнітологом.

Загинув 18 липня 1938 року при польоті на стратостаті ВВА-1. Стратостат злетів у Звенигороді. Екіпаж складали Український Яків Григорович, Кучумів Серафим Костянтинович, Батенко Петро Михайлович, Столбун Давид Овсійович. На великій висоті відмовило кисневе обладнання, а індивідуальне кисневе обладнання не впоралося з підтриманням життєзабезпечення. Екіпаж стратостата загинув від задухи. Стратостат приземлився в Сталіно (тепер Донецьк). Він потрапив на лінію електропередачі. Куля стратостата вибухнула, оскільки була заповнена воднем. Екіпаж стратостата був похований у Сталіно.

## Вшанування
У 1953 році на могилі загиблих стратонавтів (м. Донецьк) було встановлено пам'ятник стратонавтам.

Одна з вулиць Донецька носить його ім'я — вулиця Батенка